# Корнеев, Иван Александрович
Иван Александрович Корнеев (1907—1945) — майор Рабоче-крестьянской Красной Армии, участник Великой Отечественной войны, Герой Советского Союза (1945).

## Биография
Иван Корнеев родился 13 [26] ноября 1907 года в деревне Шелаево (ныне — Корнеево, Медынский район Калужской области). Получил начальное образование. В 1929 году Корнеев был призван на службу в Рабоче-крестьянскую Красную Армию. В 1932 году он окончил Ворошиловградскую военную авиационную школу пилотов. Участвовал в боях на озере Хасан. С августа 1943 года — на фронтах Великой Отечественной войны. Принимал участие в боях в составе Отдельной Приморской армии, на 4-м Украинском и 2-м Белорусском фронтах.
С марта 1945 года майор Иван Корнеев был заместителем командира 63-го ночного бомбардировочного авиаполка 132-й бомбардировочной авиадивизии 5-го бомбардировочного авиационного корпуса 4-й воздушной армии 2-го Белорусского фронта. За время своего участия в боях он совершил 57 боевых вылетов на бомбардировку скоплений боевой техники и живой силы противника, нанеся тому большие потери. 25 апреля 1945 года Корнеев вылетел на выполнение боевого задания в районе города Пренцлау в качестве командира группы из 9 самолётов «Бостон». Около цели самолёт Корнеева был подбит, а сам лётчик получил тяжёлые ранения. Тем не менее, Корнеев продолжил выполнение боевого задания и успешно провёл бомбардировку цели. Передав командование своему заместителю, он долетел до линии фронта, но понимая, что управлять самолётом больше не сможет, приказал своему экипажу выброситься на парашютах, а сам остался в самолёте, погибнув. Похоронен в парке населённого пункта Лобженица в 38 километрах от города Накло-над-Нотецью.
Указом Президиума Верховного Совета СССР от 18 августа 1945 года за «мужество, отвагу и героизм, проявленные в борьбе с немецкими захватчиками» майор Иван Корнеев посмертно был удостоен высокого звания Героя Советского Союза. Также был награждён орденом Ленина, двумя орденами Красного Знамени, орденом Красной Звезды.

## Память
- В честь Корнеева был назван совхоз на его родине[1]. В 1965 г. деревня Шелаево в которой родился герой была переименована в Корнеево.

- Летом 2003 года в Корнеево на доме, в котором родился И. А. Корнеев, была установлена мемориальная доска[2].
- В Медыни, 9 мая 2015 г., на Аллее Героев установлен бюст Корнеева[3].